# 田口インターチェンジ
田口インターチェンジ（たぐちインターチェンジ）は、大分県中津市にある中津日田道路（三光本耶馬渓道路）のインターチェンジである。

## 歴史
- 2019年（平成31年）

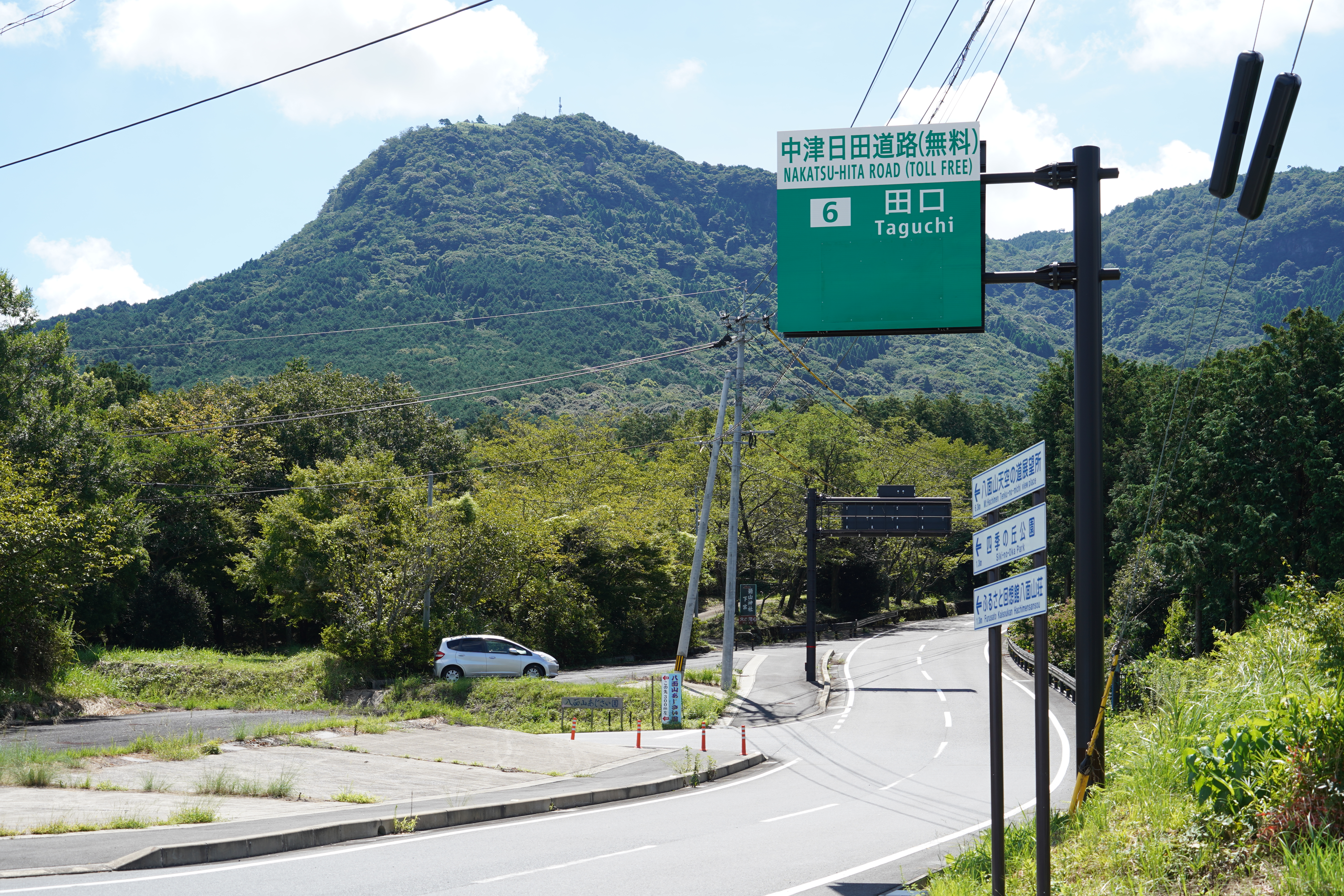
八面山の方向

  - 1月25日 : IC名称が「田口IC」に正式決定[1]。
  - 3月3日 : 中津IC - 田口IC間開通に伴い、供用開始[1]。
- 2024年（令和6年）3月24日 : 田口IC - 青の洞門・羅漢寺IC間開通[2]。

## 接続する道路
- 市道経由
  - 大分県道697号渋見成恒中津線

## 隣
中津日田道路（三光本耶馬渓道路）
(5) 中津IC - (6) 田口IC - (7) 青の洞門・羅漢寺IC

## 最寄りの施設
- 八面山
- 箭山権現石舞台
- 八面山野外音楽堂
- 八面山金色温泉
- ふるさと回想館 八面山荘